# Mahamadou Doumbia
Mahamadou Doumbia (15 mei 2004) is een Malinees voetballer die sinds 2023 uitkomt voor Royal Antwerp FC.

## Carrière
Doumbia maakte in september 2023 de overstap van de JMG Academy Bamako, die hem in het seizoen 2022/23 had uitgeleend aan FC Nordsjælland, naar de Belgische landskampioen Royal Antwerp FC. In eerste instantie kwam hij vooral in actie bij de Young Reds, het beloftenelftal van de club dat uitkomt in Eerste nationale. Op 28 januari 2024 maakte hij zijn officiële debuut in het eerste elftal van de club: in de competitiewedstrijd tegen KAS Eupen (1-0-nederlaag) liet trainer Mark van Bommel hem bij de rust invallen. Drie dagen later volgde tegen Standard Luik een eerste basisplaats voor Doumbia, die bedankte door het enige doelpunt van de wedstrijd te scoren.

## Clubstatistieken
| Seizoen         | Club             | Land            | Competitie      | Competitie | Competitie | Beker | Beker | Supercup | Supercup | Europees | Europees | Totaal | Totaal |
| Seizoen         | Club             | Land            | Competitie      | Wed.       | Dlp.       | Wed.  | Dlp.  | Wed.     | Dlp.     | Wed.     | Dlp.     | Wed.   | Dlp.   |
| --------------- | ---------------- | --------------- | --------------- | ---------- | ---------- | ----- | ----- | -------- | -------- | -------- | -------- | ------ | ------ |
| 2023/24         | Royal Antwerp FC | Vlag van België | Eerste Klasse A | 13         | 2          | 1     | 1     | 0        | 0        | 0        | 0        | 14     | 3      |
| 2024/25         | Royal Antwerp FC | Vlag van België | Eerste Klasse A | 8          | 1          | 0     | 0     | —        | —        | —        | —        | 8      | 1      |
| Carrière totaal | Carrière totaal  | Carrière totaal | Carrière totaal | 21         | 3          | 1     | 1     | 0        | 0        | 0        | 0        | 22     | 4      |

Bijgewerkt op 25 september 2024.